# Paul Hirt

Weiter Blick über die Frühlingslandschaft auf der Baar; Öl auf Hartfaser

Paul Hirt (* 10. April 1898 in Villingen im Schwarzwald; † 25. November 1951 ebd.) war ein deutscher Maler des Expressionismus.

## Leben und Werk
Paul Hirt wurde 1898 als Sohn eines Landwirts in Villingen geboren. Im Alter von neun Jahren erlitt er eine Hirnhautentzündung, die den Verlust des Gehörs und zum Teil der Sprache zur Folge hatte. Er verbrachte mehrere Jahre in der Heiligenbronner Taubstummenanstalt, bevor er eine Lehre der Dekorationsmalerei bei Albert Säger begann. An die Lehre schlossen sich Wanderjahre an, in denen Hirt Gelegenheitsaufträge übernahm, Kopien alter Meister anfertigte und sich in Privatkursen weiterbildete. 1914 wurde er in die Münchner Kunstakademie aufgenommen, später studierte er in Düsseldorf und Rom. Es folgten Studienaufenthalte in Paris, den Niederlanden, Dalmatien und Oberitalien, schließlich ein erneuter Aufenthalt in Rom, wo er unter anderem ein Porträt des Papstes anfertigte. Aus dieser Zeit resultieren enge Kontakte zum katholischen Klerus, der ein wichtiger Auftraggeber bleiben sollte. Einige seiner in Rom angefertigten Werke wurden nach seiner Rückkehr 1924 in der Buchhandlung Wiebelt in Villingen präsentiert, darunter ein Porträt des Kurienkardinals Franziskus Ehrle. Bis zu seinem Tod im Jahr 1951 lebte Paul Hirt mit seiner Familie in Villingen und schuf zahlreiche Wandfresken, Mosaiken und Glasmalereien für Kirchen des südwestdeutschen Raumes. Darüber hinaus existieren von ihm Porträts, Landschaften und Verarbeitungen religiöser Sujets. Hirt verkehrte häufig in Josef Liebermanns Buch- und Kunsthandlung in der Rietstraße 1, wo sich die Villinger Künstleravantgarde zu einem Diskussionszirkel traf. Daraus entstanden enge Kontakte zu Künstlerkollegen wie Waldemar Flaig, Richard Ackermann und Ludwig Engler.